# Риу-де-Моиньюш (Алжуштрел)
Риу-де-Мойньюш (порт.  Rio de Moinhos) — фрегезия (район) в муниципалитете Алжуштрел округа Бежа в Португалии. Территория — 36,74 км². Население — 864 жителей. Плотность населения — 23,5 чел/км².